# 里内克
里内克（德語：Rieneck，發音：[ˈʁiːnɛk] ⓘ）是德国巴伐利亚州下弗兰肯行政区美因-施佩萨特县的城市，面积26.19平方千米，2023年12月31日人口为1,941人。